# Centro de Convenções Sul América
O Expo Mag é um centro de convenções localizado no bairro Cidade Nova, na região central do Rio de Janeiro. Possui uma área total que ultrapassa 15 000 metros quadrados, divididos em um pavilhão térreo com 6 000 metros quadrados, um mezanino com 5 salas em formato foyer e um segundo pavimento com mais de 5 000 metros quadrados.

## História
Foi Inaugurado em julho de 2007 como Centro de Convenções Sul América, mas passou a se chamar Expo Mag a partir de 1º de janeiro de 2022, num investimento em "naming rights" por parte de outra seguradora

## Ver Também
- Riocentro

## Ligações Externas
- Site Oficial| Ícone de esboço | Este artigo sobre arquitetura é um esboço. Você pode ajudar a Wikipédia expandindo-o. |